# Refugi del Cinquantenari
El refugi del Cinquantenari, o de Baborte, és un refugi de muntanya propietat de la Unió Excursionista de Catalunya que està situat a 2.389 metres d'altitud, al peu del circ de Baborte, elevat sobre l'entrada d'aigües de l'estany de Baborte, pertanyent al terme municipal d'Alins, a la comarca del Pallars Sobirà, dins del Parc Natural de l'Alt Pirineu.
És un refugi lliure (no guardat) de color carbassa, tipus "bivac", amb una capacitat de 16 places. D'estructura metàl·lica de ferro galvanitzat amb aïllaments tèrmics de porexpan i acabat interior de fusta de tauler marí va ser construït i inaugurat el 12 de setembre de 1981 en ocasió del cinquantenari de la Unió Excursionista de Catalunya.
Disposa de farmaciola i d'emissora d'emergència connectada amb els bombers.
Serveix de base per a travesses i ascensions als cims com: Pic de Baborte (2.933 m), Pic dels Estanys (2.955 m) i Pic del Sotllo (3.073 m).

## Ruta d'accés
L'accés al refugi només es pot fer a peu i dependrà del punt d'inici:
- Des del mateix poble d'Àreu caldria comptar que calen unes 5 hores.
- Des del Pla de la Farga (1.458m) a tocar a la presa de la Farga. El camí que cal seguir queda a mà esquerra a l'altre costat de la Noguera de Vallferrera. Passades la Borda de Bués el camí va superant trams pendents intercalats amb replans fins al Barranc de Baborte i puja fort fins a l'Estany de Baborte (2.336 m), des d'on el refugi és ben visible damunt d'un morro al NW.[5] Es tarden unes tres hores i mitja.[4]
- Des de la Presa de Montalto (1.382m), abans del Pla de Boavi. Cal travessar aquest pla fins al final on es creua la Noguera de Lladorre. A partir de la Cascada de Broate es remunta la Vall de Sellente fins al Planell de Sant Pau, on es remunta en porta pujada fins Coll de Sellente (2.488 m). Una curta baixada ens porta al refugi de Baborte, visible des del mateix coll.[8] Caldria comptar que calen unes 4 hores.[4]

## Història
Dins dels actes de commemoració del 50è aniversari de la fundació de la Unió Excursionista de Catalunya es va decidir bastir un refugi de muntanya a prop de la Pica d'Estats. Finalment, el març de 1979, es va decidir situar-lo al costat de l'Estany de Baborte i es va iniciar les gestions dels permisos necessaris.
El refugi va ser fabricat en un taller de construcció metàl·lica de la localitat de Mataró. Posteriorment va ser desmuntat i traslladat en camió fins al poble d'Àreu i tot seguit en helicòpter fins al seu emplaçament definitiu sobre l'Estany de Baborte. Un cop allà va ser muntat i acabat en pocs dies per a socis de l'UEC i inaugurat el dia 12 de setembre de 1981.
El refugi va ser sufragat amb les aportacions econòmiques del socis de l'UEC i la subvenció rebuda per la Direcció General de l'Esport de la Generalitat de Catalunya, convertint-se en la primera instal·lació esportiva d'alta muntanya construïda amb el suport de la Direcció General de l'Esport de la Generalitat de Catalunya.
Amb el refugi de Baborte, l'UEC va iniciar una nova etapa en que bastí refugis prefabricats en punts d'alta muntanya molt estratègics.